# Tours de Castillon
Les tours de Castillon sont un site archéologique situé à Paradou (Bouches-du-Rhône) sur la chaîne de la Pène (massif des Alpilles). Le site a été habité entre le IIe siècle av. J.-C. et le XVe siècle, avec un maximum de population entre les XIIIe et XIVe siècles. Il a ensuite été abandonné par ses habitants qui sont allés peupler le nouveau village à quelques centaines de mètres plus au nord, dénommé aujourd'hui Paradou.
Des fouilles archéologiques récentes ont permis de reconstituer l'histoire de cet oppidum. Le site peut être visité aujourd'hui. On y observe la présence de trois tours encore debout datant du Moyen Âge et qui marquaient les limites de la ville ancienne. Le rempart a disparu dans sa quasi-totalité. Des fouilles archéologiques y ont été menées entre 1986 et 1990 et ont révélé l'existence de cet oppidum très détérioré par le temps et les fouilles clandestines.
Les vestiges de l'ancien château et du bourg castral de Castillon situé sur les rochers de la Pène font l'objet d'une inscription au titre des Monuments historiques par arrêté du 24 juillet 2023.

## Historique

### Antiquité

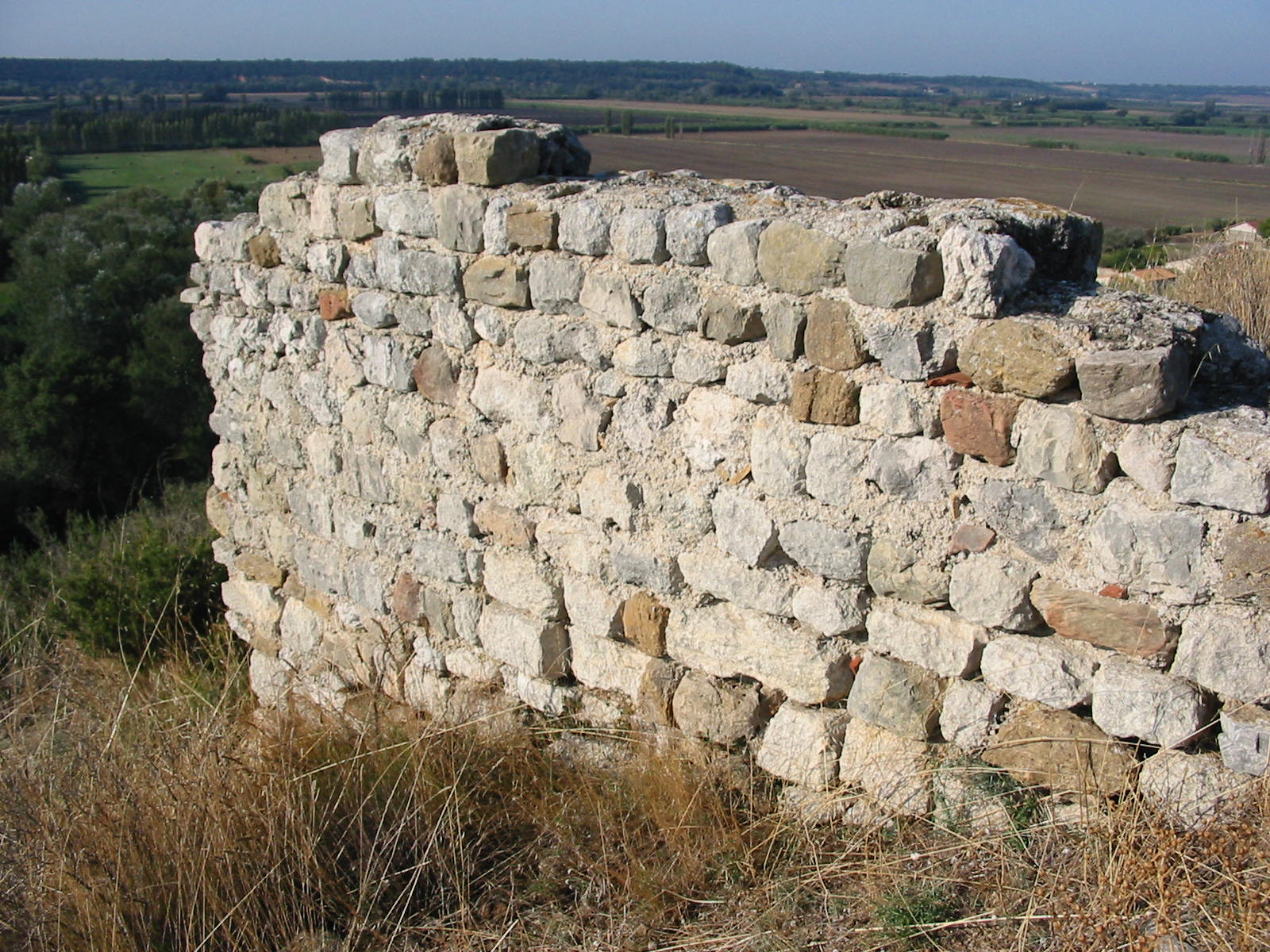
Morceau du rempart sud.

Le site des tours de Castillon a dominé durant des siècles une vaste étendue marécageuse, dénommée les marais des Baux et dont il constituait la frontière nord. Son emplacement par rapport à ce marais n'est pas anodin. Il se situe au-dessus d'un point de franchissement des marais, le pont Saint-Jean, sur le chaînon de collines de La Pène, à 41 mètres d'altitude.
Propriété des seigneurs des Baux au Moyen Âge, le site est habité depuis bien plus longtemps. Les premières traces d'occupation semblent remonter au IIe siècle av. J.-C., même si des tessons retrouvés pourraient être plus anciens de deux à trois siècles. L'oppidum n'est fortifié qu'à partir du IIe siècle av. J.-C., période à laquelle il s'entoure d'un mur en brique crue sur un socle de pierres sèches large de 1,50 mètre. Le parement en grand appareil est postérieur à ce premier rempart mais date approximativement de la même période ou au plus tard de la période augustéenne. Contre le rempart, des cases à brique crues sur solin de pierres sont appuyées. Le rempart a beaucoup souffert. Ses blocs ont été prélevés au Moyen Âge pour permettre la construction de divers ouvrages. On considère qu'il devait se trouver deux portes au castrum, au nord et au sud, même s'il n'a pas été possible d'en apporter la preuve à ce jour. Les pierres utilisées viennent probablement des Alpilles. Il s'agit d'un calcaire burdigalien typique des Baux ou du Montpaon. Le premier rempart devait être en briques crues, comme le mur des maisons du castrum, tandis que le second rempart, de moindre qualité, était fait d'adobes.
Il existe des traces d'un incendie qui a probablement détruit le village entre la fin du IIe et le début du Ier siècle. Toujours est-il que, s'il a sans doute été inhabité à ce moment, le site compte à nouveau une certaine population au début de l'époque romaine.
Une chaussée antique a été repérée par des vues aériennes mais n'a pas encore été datée, même si on peut sans doute l'estimer d'époque romaine.

### Moyen Âge

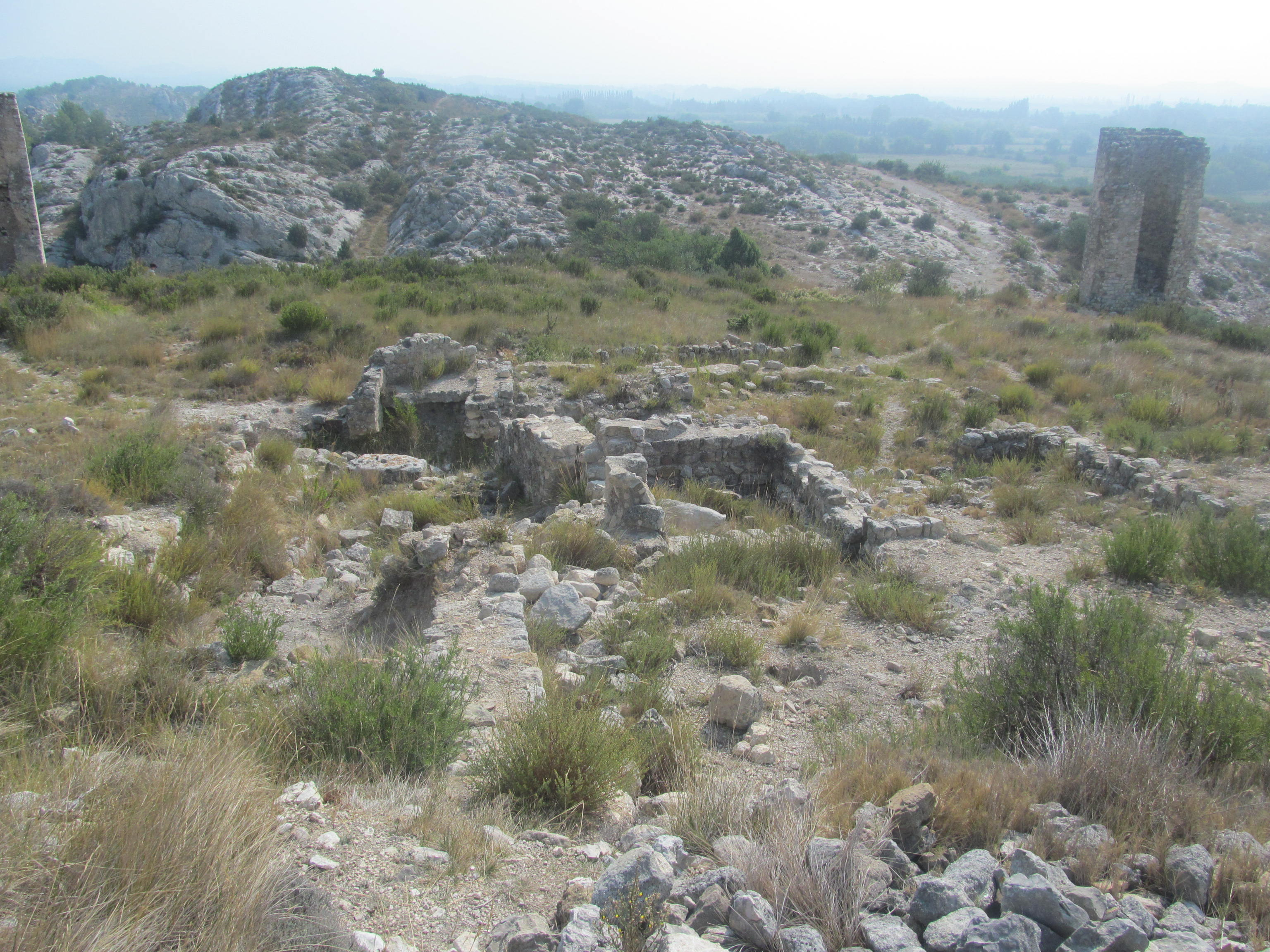
Quartier d'habitation médiéval.

À l'origine propriété de l'abbaye de Montmajour, le site des Tours de Castillon devient possession du seigneur des Baux entre le XIe siècle et le XIIe siècle. Le site permet du fait de sa position d'être en communication permanente avec le château des Baux et de contrôler la voie de communication traversant le marais des Baux et menant à la plaine de la Crau. Les sources écrites mentionnent le château au XIIe siècle. Aux XIIIe et XIVe siècles, un rempart enserre la colline. Les angles sont dans un premier état occupés par des tours carrées renforcées par la suite par des tours curvilignes et des lices en avant. 
Un petit quartier d'habitation a été fouillé entre 1986 et 1990. Dans cette zone, l'habitat prend de l'ampleur au XIVe siècle et subit de nombreuses modifications durant son occupation. Des silos, des caves et des citernes ont été identifiées. L'abandon est opéré progressivement dans les dernières années du XIVe siècle.

## Nécropole
La nécropole découverte sur le versant sud-est du site des tours de Castillon, regardant vers les marais des Baux, a révélé la présence de cinq corps sans doute datés du Moyen Âge. Seuls les sexes de trois d'entre eux ont pu être identifiés : il s'agit de deux hommes et d'une femme. Les individus étaient disposés à l'intérieur de sépultures en decubitus dorsal, les bras en adduction et les jambes en extension. Ce sont tous des adultes, entre 21 et 45 ans. Ils mesurent entre 1,61 cm et 1,73 cm, ce qui constitue des tailles élevées.